# إليزابيث كولسون
إليزابيث كولسون (بالإنجليزية: Elizabeth Colson)‏ هي عالمة الإنسان أمريكية، ولدت في 15 يونيو 1917 في هيويت في الولايات المتحدة، وتوفيت في 3 أغسطس 2016 في Monze ‏ في زامبيا.